# Чарлстаун (переписна місцевість, Нью-Гемпшир)
Чарлстаун (англ. Charlestown) — переписна місцевість (CDP) в США, в окрузі Салліван штату Нью-Гемпшир. Населення — 1078 осіб (2020).

## Географія
Чарлстаун розташований за координатами 43°14′14″ пн. ш. 72°25′24″ зх. д. / 43.23722° пн. ш. 72.42333° зх. д. (43.237134, -72.423222).  За даними Бюро перепису населення США в 2010 році переписна місцевість мала площу 2,23 км², з яких 2,11 км² — суходіл та 0,12 км² — водойми.

## Демографія
Згідно з переписом 2010 року, у переписній місцевості мешкали 1152 особи в 467 домогосподарствах у складі 290 родин. Густота населення становила 517 осіб/км².  Було 503 помешкання (226/км²).
Расовий склад населення:
| - 97,7 % — білих - 0,4 % — азіатів - 0,2 % — корінних американців - 0,1 % — чорних або афроамериканців |

До двох чи більше рас належало 1,6 %. Частка іспаномовних становила 1,0 % від усіх жителів.
За віковим діапазоном населення розподілялося таким чином: 20,1 % — особи молодші 18 років, 61,8 % — особи у віці 18—64 років, 18,1 % — особи у віці 65 років та старші. Медіана віку мешканця становила 42,7 року. На 100 осіб жіночої статі у переписній місцевості припадало 94,3 чоловіків;  на 100 жінок у віці від 18 років та старших — 91,1 чоловіків також старших 18 років.
Медіана доходів становила 37 689 доларів для чоловіків та 36 738 доларів для жінок. За межею бідності перебувало 7,6 % осіб, у тому числі 15,6 % дітей у віці до 18 років та 0,0 % осіб у віці 65 років та старших.
Цивільне працевлаштоване населення становило 405 осіб. Основні галузі зайнятості: освіта, охорона здоров'я та соціальна допомога — 45,4 %, будівництво — 17,5 %, роздрібна торгівля — 15,6 %.